# Massimiliano Perziano
Massimiliano Perziano (Treviso, 1º gennaio 1973) è un ex rugbista a 15 italiano, in carriera tre quarti ala 8 volte campione d’Italia con il Benetton Treviso ed internazionale per l'Italia.

## Biografia
Nato e cresciuto a Treviso, esordì in massima serie con il Benetton, club nel quale, in 13 stagioni consecutive, vinse sei scudetti; passato all'Amatori Catania per una stagione, nel 2004-05, tornò a Treviso fino al 2007 vincendo altri due scudetti, per un totale di otto (più due Coppe Italia e una Supercoppa).
Con lo scudetto vinto nel 2007, il suo ottavo, Perziano divenne in assoluto il giocatore con più titoli italiani al suo attivo nel dopoguerra; tale primato fu prima condiviso nel 2014 e, successivamente, nel 2015, superato da Salvatore Costanzo, attestatosi a quota 9.
In Nazionale Perziano vanta 10 presenze tra il 2000 e il 2001, sotto la gestione di Brad Johnstone; esordì contro la Nuova Zelanda nel corso del tour di fine anno 2000 degli All Blacks; al suo attivo la presenza nel Sei Nazioni 2001.
Nel 2007 si trasferì al Veneziamestre e nel 2011, con il fallimento societario del club, si trasferì al Mogliano, dove terminò la carriera professionistica.

## Palmarès
- Campionati italiani: 8
Benetton Treviso: 1996-97, 1997-98, 1998-99, 2000-01, 2002-03, 2003-04, 2005-06, 2006-07
- Coppe Italia: 2
Benetton Treviso: 1997-98, 2004-05
- Supercoppe d'Italia: 1
Benetton Treviso: 2006